# Ourapteryx clara
Ourapteryx clara är en fjärilsart som beskrevs av Butler 1880. Ourapteryx clara ingår i släktet Ourapteryx och familjen mätare. Inga underarter finns listade i Catalogue of Life.